# Chlumetia moneida
Chlumetia moneida är en fjärilsart som beskrevs av Oswald Beltram Lower 1902. Chlumetia moneida ingår i släktet Chlumetia och familjen nattflyn. Inga underarter finns listade i Catalogue of Life.